# Skandinavien
Skandinavien betegner et landområde i det nordlige Europa, som består af Danmark, Norge og Sverige.
Skandinavien er traditionelt beboet af den nordlige gruppe af de germanske folkeslag. De tre lande deler deres skandinaviske sprog og i stor grad deres kultur og historie.
Moderne Norge og Sverige er placeret på den skandinaviske halvø, mens det moderne Danmark består af Jylland, de jyske øer, Sjælland, Fyn og Bornholm.
Den præcise afgrænsning afhænger af, om man læner sig op ad den moderne brug af udtrykket, eller om man baserer sin antagelse på ordet “Skandinavien”, som optræder på skrift første gang i romeren Plinius den Ældres Naturalis Historia fra 77 e.Kr. Sprogforskere mener, at ordet Skandinavien har samme udspring som det stednavnet Skåne (i det sydligste Sverige). Den latinske form, der hos Plinius er stavet Scadinavia eller Scatinavia, går muligvis tilbage til en urgermansk form *Skaðin-awjō, der betyder “farlig ø” (ordret "skadeø").
Plinius beskrev netop Skandinavien som én af 23 øer mod nord. I det efterfølgende århundrede hævdede geografen Claudius Ptolemæus, at Skandinavien var den største af de tre “skandiske øer” øst for det nuværende Jylland. Romerne var formentlig ikke klar over, at det nuværende Sverige og Norge er landfast med resten af det europæiske kontinent.
På dansk omfatter Skandinavien i dag Danmark, Norge og Sverige, mens den skandinaviske halvø kun er betegnelsen for Norge og Sverige. Dette område kaldes sammen med Grønland, Færøerne, Island og Finland for Norden. På f.eks. engelsk kan ordet Scandinavia henvise både til Skandinavien og Norden.
De sydlige og langt mest folkerige områder i Norden har et tempereret klima. Skandinavien strækker sig til nord for polarcirklen, men har et relativt mildt vejr sin breddegrad taget i betragtning som følge af Golfstrømmen. Mange af de skandinaviske fjeldområder har et alpint tundra-klima. Der er mange søer og moræneryg, som er arven fra den sidste istid, der sluttede omkring 10.000 år siden.
De danske, norske og svenske sprog danner et dialektkontinuum og er kendt som de skandinaviske sprog. Alle anses for at være indbyrdes forståelige med hinanden. Færøsk og islandsk omtales som ø-skandinaviske sprog, da de kun er indbyrdes forståelige med kontinentale skandinaviske sprog i et meget begrænset omfang. Finsk og samisk er relateret til hinanden, samt ungarske, estiske og flere mindretalssprog, der tales i det vestlige Rusland. Derimod er de helt uden forbindelse til svensk, norsk og dansk. Finsk og samisk omfatter imidlertid flere ord, der er blevet optaget som afsmitning fra de omkringliggende sprog.
Udtrykkene Skandinavien og skandinaviske blev taget i brug i 1700-tallet for de tre skandinaviske lande[kilde mangler].

## Overblik
Langt størstedelen af befolkningen i Skandinavien er skandinaver. De nedstammer fra flere (nord)germanske stammer, der oprindeligt beboede den sydlige del af Skandinavien og det nordlige Tyskland. De germanske stammer talte et germansk sprog, der udviklede sig til oldnordisk. Disse folk blev kendt som nordboere i den tidlige middelalder.
Vikingerne er populært forbundet med nordisk kultur. Islændinge og færinger nedstammer især, men ikke udelukkende, fra folk kendt som skandinaver.
Mange af de oprindelige skandinaver, der bosatte sig i Finland er blevet blandet med det finske folk under århundreder, men Finland er stadig officielt tosproget. Finlands største befolkningsgruppe er finnerne, hvis modersmål er enten finsk (omkring 95 %), svensk eller begge dele. Det svensktalende mindretal bor hovedsagelig på kysten fra byen Porvoo i Den Finske Bugt, til byen Kokkola, op i den Botniske Bugt. Ålandsøerne, en autonom provins i Finland, der ligger i Østersøen mellem Finland og Sverige, er helt svensktalende.
Det ekstreme nordlige Norge, Sverige og Finland, samt den mest nordvestlige del af Rusland, er hjemsted for regionens oprindelige indbyggere, dagens mindretal af samiske folk. Samerne boede oprindeligt i langt større områder i Skandinavien og Finland. I nyere historie er mennesker af mange forskellige oprindelser flyttet til Skandinavien og har dannet store minoriteter, den største, er dog finnerne af Sverige.
I slutningen af tidlige middelalder blev talrige germanske småriger og høvdigedømmer forenet i de tre riger Danmark, Norge og Sverige. Landene tog kristendommen til sig. Den erstattede den nordiske mytologi.
Finland, samt dele af Estland, har med jævne mellemrum været under skandinavisk herredømme i længere tid ad gangen. Skandinavien har, på trods af mange krige i løbet af årene siden dannelsen af de tre riger, været politisk og kulturelt tætte, selvom de konstellationer og alliancer, der har været, er skiftet gennem århundreder. Igennem hele 1400-tallet blev Skandinavien forenet i Kalmarunionen. Nationerne samarbejder i dag primært i Den Europæiske Union eller i Nordisk Råd eller i NATO eller i NORDEFCO

## Terminologi og brug
Brugen af navnet Skandinavien som en bekvem generel betegnelse for de tre riger Danmark, Norge og Sverige er forholdsvis ny. Ifølge nogle historikere blev det vedtaget og indført i 1700-tallet på et tidspunkt, hvor ideer om en fælles arv begyndte at dukke op og udvikle sig til den tidlige litterære og sproglige Skandinavisme.
"Scandinavia" blev første gang brugt af studerende agitatorer for Pan-Skandinavismen i 1830'erne. Den populære brug af ordet i Sverige, Danmark og Norge som et samlende begreb blev etableret i 1800-tallet gennem digte, eksempelvis H.C. Andersens "Jeg er en Skandinav" fra 1839. Efter et besøg i Sverige blev Andersen en tilhænger af tidlig politisk Skandinavisme. I et brev, hvori han beskriver digtet til en ven, står der:
"Pludselig forstod jeg, hvor relateret svenskerne, danskerne og nordmændene egentlig er, og med denne følelse skrev jeg: "Vi er ét folk, vi kaldes skandinaver! '".
Den historiske populære brug afspejles også i det valgte navn for det fælles delte, skandinaviske flyselskab, Scandinavian Airlines, der oprindeligt var ejet i fællesskab af regeringerne i de tre lande, sammen med private investorer.
På dansk, norsk og svensk omfatter Skandinavien Danmark, Norge og Sverige. I engelsk sprogbrug bruges Skandinavien sommetider upræcist om alle de nordiske lande.

## Etymologi
Ordet nævnes første gang hos den latinske naturvidenskabsmand Plinius den Ældre (23-79) i formen Scadinauia og tydes som en sammensætning af germansk *skadin- (skade, (klippe)skær) og 'aujō' (ø). Stednavnet Skåne (norrønt Skáney), der betegner Skandinaviens sydspids, kommer sandsynligvis af dette *Skadinaujō.
Den græske geograf Ptolemaios taler om fire øer ved navn Skandiai i Østersøen øst for Jylland, tre små og én stor (Fyn, Lolland, Sjælland og Skåne, som Ptolemaios forvekslede med en ø.) Den gotiske historieskriver Jordanes (omkring 485-552) fortæller, at goterne stammede fra øen Scandza, der i den nordlige del midt på sommeren i 40 døgn i træk har dagslys og omvendt ved midtvinter i lige så lang tid intet dagslys ser. Det er uvist, om Skandia er en forkortelse af *Skadinaujō eller en selvstændig afledning.
I det oldengelske Beowulf-kvad finder vi formen Scedenigge.

## Historisk-politisk struktur
| Århundrede  | Skandinavien og de andre nordiske lande | Skandinavien og de andre nordiske lande | Skandinavien og de andre nordiske lande | Skandinavien og de andre nordiske lande | Skandinavien og de andre nordiske lande | Skandinavien og de andre nordiske lande | Skandinavien og de andre nordiske lande | Skandinavien og de andre nordiske lande |
| 21          | Danmark (EU)                            | Island                                  | Færøerne                                | Grønland                                | Norge                                   | Sverige (EU)                            | Åland (EU)                              | Finland (EU)                            |
| 20          | Danmark                                 | Island                                  | Færøerne                                | Grønland                                | Norge                                   | Sverige                                 | Åland                                   | Finland                                 |
| 19          | Danmark                                 | Danmark                                 | Danmark                                 | Danmark                                 | Sverige-Norge                           | Sverige-Norge                           | Storfyrstendømmet Finland               | Storfyrstendømmet Finland               |
| 18          | Danmark–Norge                           | Danmark–Norge                           | Danmark–Norge                           | Danmark–Norge                           | Danmark–Norge                           | Sverige                                 | Sverige                                 | Sverige                                 |
| 17          | Danmark–Norge                           | Danmark–Norge                           | Danmark–Norge                           | Danmark–Norge                           | Danmark–Norge                           | Sverige                                 | Sverige                                 | Sverige                                 |
| 16          | Danmark–Norge                           | Danmark–Norge                           | Danmark–Norge                           | Danmark–Norge                           | Danmark–Norge                           | Sverige                                 | Sverige                                 | Sverige                                 |
| 15          | Kalmarunionen                           | Kalmarunionen                           | Kalmarunionen                           | Kalmarunionen                           | Kalmarunionen                           | Kalmarunionen                           | Kalmarunionen                           | Kalmarunionen                           |
| 14          | Danmark                                 | Norge                                   | Norge                                   | Norge                                   | Norge                                   | Sverige                                 | Sverige                                 | Sverige                                 |
| 13          | Danmark                                 | Norge                                   | Norge                                   | Norge                                   | Norge                                   | Sverige                                 | Sverige                                 | Sverige                                 |
| 12          | Danmark                                 | Den islandske fristat                   | Norge                                   | Norge                                   | Norge                                   | Sverige                                 | Sverige                                 | Sverige                                 |
| Folkeslag   | Danskere                                | Islændinge¹                             | Færinge¹                                | Grønlændere                             | Nordmænd                                | Svenskere                               | Ålændinge                               | Finner                                  |
| Minoriteter | Tyskere                                 |                                         |                                         | Nordmænd/Danskere                       | Samere                                  | Finner/Samere /Jamtere²                 | Finner                                  | Svenskere/Samere                        |

- 1: De oprindelige bosættere fra Færøerne og Island var af nordisk (hovedsagelig norsk) oprindelse, med et betydeligt element af Kelterne eller piktiske oprindelse (fra Irland og Skotland).
- 2: bosættere af Jämtland er af norsk-mere specifikt Trøndersk-oprindelse og deres forfædre grundlagde deres egen stat svarer til den islandske en reguleret af Jamtamot samling af frie mænd .